# Thiên Thai (huyện)
Thiên Thai (chữ Hán phồn thể:天台縣, chữ Hán giản thể: 天台县) là một huyện thuộc địa cấp thị Thai Châu, tỉnh Chiết Giang, Cộng hòa Nhân dân Trung Hoa. Huyện Thiên Thai có diện tích 1426 km², dân số khoảng 560.000 người. Mã số bưu chính của huyện này là 317200. Chính quyền nhân dân huyện Thiên Thai đóng ở số 314, đường Trung Sơn Đông, nhai đại Xích Thành. Huyện Thiên Thai được chia ra các đơn vị hành chính trực thuộc gồm 3 nhai đạo, 7 trấn và 5 hương. Các đơn vị này lại được chia thành 8 khu dân cư, 511 ủy ban thôn.
- Nhai đạo: Xích Thành, Thủy Phong, Phúc Khê.
- Trấn: Bình Kiều, Nhai Đầu, Bạch Hạc, Thản Đầu, Tam Hợp, Hồng Trù, Thạch Lương.
- Hương: Long Khê, Lôi Phong, Tam Châu, Nam Bình, Vinh Khê.